# Delayed Proposals
Delayed Proposals (o The Delayed Proposal) è un cortometraggio muto del 1913 diretto da James Young.

## Trama
A bordo di un piroscafo, Jack Hardy tenta più volte di dichiarare il suo amore a Marion Van Sickles, ma ogni volta giunge qualcosa a scompaginare i suoi piani: o è un passeggero brontolone che lo interrompe o, magari, la mamma della sua amata che cerca di accasare la figlia con un conte. In preda al mal di mare, Jack passa qualche giorno chiuso in cabina. Al momento dell'arrivo in porto, però, si precipita ancora in pigiama a cercare la sua bella, gettandosi ai suoi piedi e rompendo ogni indugio, con grande scandalo della signora Van Sickles, ma con Marion deliziata che si concede finalmente a un sospirato abbraccio.

## Produzione
Il film fu prodotto dalla Vitagraph Company of America.

## Distribuzione
Distribuito dalla General Film Company, il film - un cortometraggio di 195 metri - uscì nelle sale cinematografiche statunitensi il 20 giugno 1913. Nelle proiezioni, veniva programmato con il sistema dello split reel, accorpato in un'unica bobina con un altro cortometraggio prodotto dalla Vitagraph, il documentario Yokohama Fire Department.